# Josep Ribas i González
Josep Ribas i González (Barcelona, 24 d'abril de 1929 - 21 de novembre de 2011) fou un arquitecte català, conegut per ser autor de la Torre Colom al barri del Raval de Barcelona.

## Trajectòria

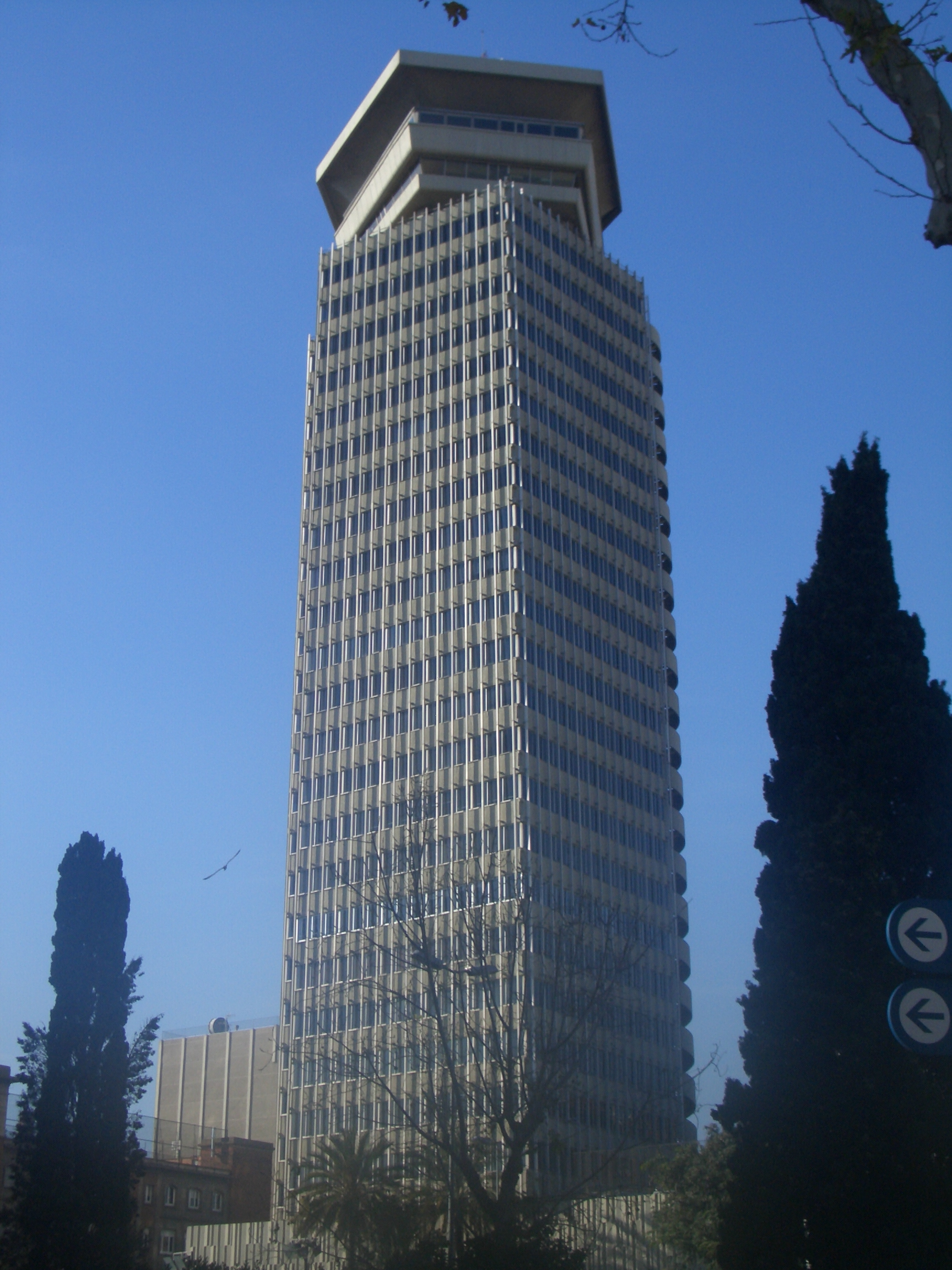
Torre Colom, a Barcelona (1972-75)

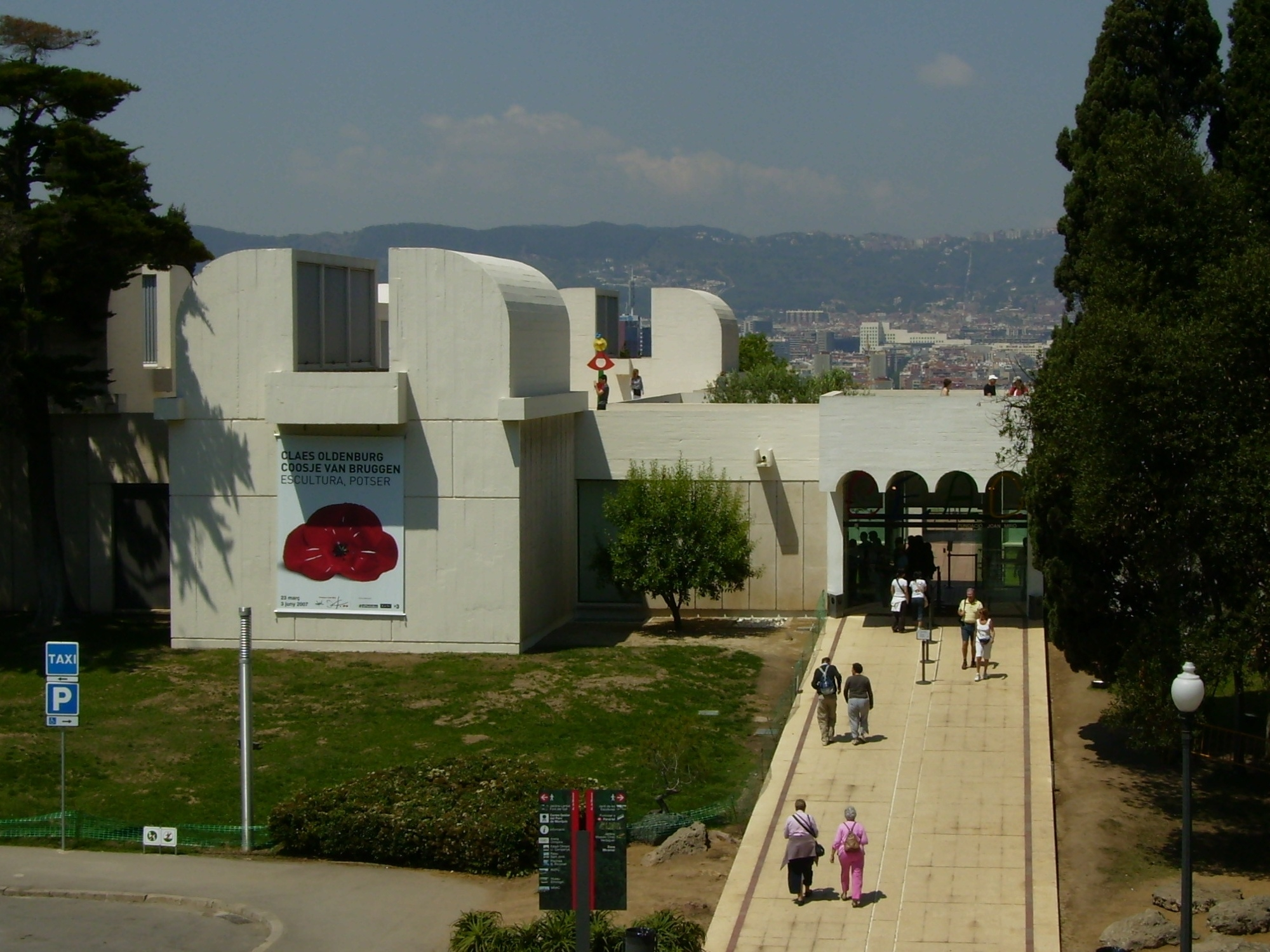
Edifici de la Fundació Joan Miró de Barcelona (1972-74)

El 1957 es va llicenciar en arquitectura a l'Escola Tècnica Superior d'Arquitectura de Barcelona (ETSAB), on també es va doctorar el 1962, i es diplomà en alta direcció d'empreses per la Universitat de Navarra.
L'any 1957 va fundar l'estudi AGR, conjuntament amb Josep Anglada i Daniel Gelabert. La primera part de la seva trajectòria la va desenvolupar en aquest estudi, incloent-hi obres com el garatge Catedral a Barcelona (1957), ja enderrocat, així com mercats, escoles, xalets, habitatges, hotels i altres equipaments. Durant els anys 1960 treballà alguns anys com a arquitecte municipal a Sant Josep (illa d'Eivissa), on va realitzar complexos residencials, habitatges unifamiliars, restauracions d'esglésies, plànols urbanístics i més de 16 hotels incloent l'Argos (1962), Tampico, Helios, Algarb i Riviera, destacats pel seu estil innovador i alhora pràctic. Fou autor de l'església de Baqueira-Beret (1984-87), de peculiar geometria triangular.
Un dels seus més emblemàtics projectats per AGR fou la torre Colom (1972-75), de 110 metres d'altura i 28 plantes. La torre està integrada per tres trams diferenciats. L'inferior allotja aparcaments, el mitjà (de severitat atenuada per una escala de cargol) agrupa 22 plantes per a oficines, i el superior és un cos trapezoïdal, girat sobre l'eix central i que dona al conjunt aspecte de far o torre de control. L'edifici va obtenir llum verda sota l'administració de l'alcalde Porcioles i va rebre crítiques. Aquest tipus de construccions s'estigmatitzaven com a “edificis singulars” i provocaven cert rebuig popular. El seu aire brutalista, que entroncava amb corrents en voga a Europa des dels anys 1950, no va ser apreciat. El fet que s'aixequés en un extrem del Raval i contraposés la seva verticalitat a l'horitzontalitat de les Drassanes Reials no hi va ajudar. Malgrat tot, la torre Colom es va convertir en un referent arquitectònic local i Ribas la va defensar sempre amb orgull, convençut que amb el temps seria reconeguda.
Els anys setanta va col·laborar amb Josep Lluís Sert i Jaume Freixa en la construcció de l'edifici de la Fundació Joan Miró de Barcelona (1972-74), i en Les Escales Park (1971-73).
Va formar part del conegut com a "Grup R", format per arquitectes com Oriol Bohigas o Josep María Sostres i Maluquer, que pretenia el retorn a una arquitectura moderna imitant l'estil d'arquitectes europeus reconeguts. El 1974 va obtenir el Premi FAD pel disseny dels edificis Escales Park de Barcelona, del que també en fou finalista el 1965 i el 2004, aquesta darrera vegada associat amb el seu fill.
Posteriorment AGR es va dissoldre amistosament i Ribas va muntar amb el seu fill Josep Ribas i Folguera la firma d'arquitectes Ribas & Ribas. Entre les seves obres hi ha l'hotel Melià-gran Sitges (1990-92), el nou campus de l'IESE (2004-06) o el tanatori de Ronda de Dalt (2004-2006) a Barcelona, edifici de línies netes i contundents. Els últims anys va treballar amb Jean Nouvel, amb qui col·laborà en l'Hotel Catalonia a l'Hospitalet.
Alternà durant tota la seva carrera la seva activitat professional amb la docència com a professor adjunt de les càtedres de Perspectiva, Topografia i Urbanisme de la ETSAB, així com a encarregat de la càtedra d'Aplicació Física. El 2011 va rebre la Creu de Sant Jordi. Va morir el 21 de novembre de 2011 en un hospital de Barcelona, a causa de problemes respiratoris.

## Obres
- Edifici de la Fundació Miró, amb Josep Lluís Sert i López.[2]
- Mercat de la Guineueta, 1967
- Torre Colom de Barcelona, 1972-1975
- Campus de l'IESE, 1989-1992
- Hotel Gran Melià de Sitges, 1990-1992
- Habitatges Sarrià Park, 1998
- Tanatori Ronda de Dalt, 2004-2006
- Hotel Catalonia a Plaça Europa, l'Hospitalet de Llobregat, 2005
- Habitatges a Font-romeu, 2007